# نشست بروکسل
در تاریخ ۱۰ خرداد ۸۵ وزیر خارجه ایالات متحده اعلام کرد «به منظور تأکید بر پایبندیمان به راه حلی دیپلماتیک و ارتقای چشم‌اندازهای موفقیت، به محض اینکه ایران به طور کامل و قابل تأیید، فعالیت‌های غنی‌سازی و بازفرآوریش را به حال تعلیق درآورد، آمریکا به میز مذاکره خواهد آمد» شش روز بعد خاویر سولانا بسته‌ای موسوم به بسته ۶ ژوئن را از جانب گروه تازه شکل گرفته ۵+۱ در تهران به ایران تقدیم کرد و این زمینه‌ای شد برای نشست ۱۵ و ۲۰ تیر ۸۵ در بروکسل بین هیئت ایران به ریاست علی لاریجانی و نمایندگان شش کشور به ریاست خاویر سولانا از آنجایی که ایران تن به تعلیق و پذیرش بی قید و شرط بسته مذکور نداد مذاکرات به شکست انجامید و زمینه برای صدور نخستین قطعنامه شورای امنیت ضد ایران فراهم گردید

## متن کامل بسته ۶ ژوئن
ـ جامعه بین‌الملل حق انکارناپذیر ایران را برای داشتن انرژی اتمی صلح‌آمیز در چارچوب بند چهارم پیمان منع تولید و تکثیر اتمی تأیید می‌کند.
ـ فعالانه از برنامه اتمی غیرنظامی ایران از جمله ساخت رآکتورهای آب سبک در ایران از طریق طرح‌های مشترک حمایت می‌کند.
ـ با تعلیق بحث دربارهٔ پرونده ایران در شورای امنیت در صورت ازسرگیری مذاکرات موافقت می‌کند. ایران باید،
ـ به مسائل مهم و همه نگرانی‌های بین‌المللی از طریق همکاری کامل با آژانس پاسخ گوید.
ـ همه فعالیت‌های مرتبط با غنی‌سازی را معلق کند و در طول مذاکرات اجرای پروتکل الحاقی را از سر بگیرد.
ـ بر اساس بخشی از مذاکرات برای دستیابی به توافقی بلندمدت، پیشنهاد مذاکرات برای دادن تعهدات قانونی در مورد سوخت، مبتنی بر اصول زیر است:
- مشارکت به عنوان یک طرف در مرکز چرخه سوخت بین‌المللی در روسیه که همه گاز UF6 تولیدشده در ایران را غنی خواهد کرد
- تأسیس یک مخزن سوخت برای ایجاد یک انبار مواد سوختی تا پنج سال آینده که مختص ایران است با حضور و نظارت آژانس.
- تأیید آژانس مبنی بر اینکه همه مسائل مهم و دیگر نگرانی‌ها دربارهٔ برنامه اتمی ایران رفع شده است و آژانس در موقعیتی است که اعلام کند هیچ فعالیت یا ماده اتمی اعلام نشده‌ای وجود ندارد. این پیشنهادها همچنین مرتبط هستند با:
- حمایت از نشست منطقه‌ای بین دولتی با هدف ایجاد توافق امنیتی منطقه‌ای و رابطه همکاری در زمینه مسائل امنیت منطقه‌ای مهم شامل تضمین تمامیت ارضی و حاکمیت سیاسی
- حمایت از طرح ایجاد یک منطقه عاری از تسلیحات کشتار جمعی و ابزارهای تحویل آنها در خاورمیانه
- حمایت از یکپارچگی کامل ساختار بین‌المللی از جمله سازمان تجارت جهانی و ایجاد چارچوبی برای ایجاد سرمایه‌گذاری مستقیم در ایران و ایجاد رابطه بازرگانی با ایران.
- همکاری هوانیروز غیرنظامی و رفع موانع تولیدکنندگان هواپیماهای غیرنظامی برای صادرات این هواپیماها به ایران
- ایجاد یک رابطه استراتژیک بلندمدت در زمینه انرژی بین ایران و اروپا رئوس پیشنهادها تدابیر ممکن، در صورت عدم همکاری ایران به شرح زیر است:

۱ـ تدابیری علیه برنامه موشکی و اتمی ایران، تحریم صادرات کالا و فناوری مرتبط با این برنامه‌ها،
ـ توقیف دارایی و ممنوعیت معاملات مالی سازمان‌ها یا افراد مرتبط با این برنامه‌ها
ـ ممنوعیت سفر / صدور ویزا برای افراد مرتبط با این برنامه‌ها
ـ تعلیق همکاری فنی با آژانس، ممنوعیت سرمایه‌گذاری برای تشکل‌های مرتبط با این صنایع
ـ ممنوعیت ایرانی‌ها از تحصیل در خارج در زمینه اصول مرتبط با برنامه موشکی و اتمی
۲ـ تدابیر سیاسی و اقتصادی
ـ کاهش / توقیف قراردادهای دوجانبه
ـ ممنوعیت صدور ویزا/سفر برای برخی مقام‌ها و شخصیت‌های خاص
ـ توقیف دارایی‌های افراد و سازمان‌های مرتبط یا نزدیک به رژیم
ـ تحریم تسلیحاتی ایران
ـ تحریم صادرات محصولات خاص (مثل نفت پالایش‌شده / تولیدات گاز) به ایران
ـ قطع حمایت از عضویت ایران در سازمان تجارت جهانی
ـ ممنوعیت سرمایه‌گذاری / همکاری برخی بخش‌های خاص در ایران
ـ توقیف کلی دارایی نهادهای مالی ایران ـ کاهش در حمایت دولتی از اعتبار بازرگانی و صادراتی و بیمه در ایران